# Larry Doyle
Lawrence Joseph Doyle (Caseyville, Illinois, 31 de julio de 1886-Saranac Lake, Nueva York, 1 de marzo de 1974), más conocido como Larry Doyle, fue un jugador profesional estadounidense de béisbol que se desempeñó en la posición de segunda base en las Grandes Ligas de Béisbol (MLB). Logró obtener el premio MVP (jugador más valioso).

## Carrera
Doyle jugó como profesional diez temporadas en New York Giants (1907-1916), después pasó a Chicago Cubs (1916-1917), luego regresó a New York Giants, donde jugó tres temporadas (1918-1920), y fue el equipo en el que se retiró.

## Premios
Fue galardonado con el MVP (jugador más valioso) en una oportunidad (1912).